# Canali di Parigi

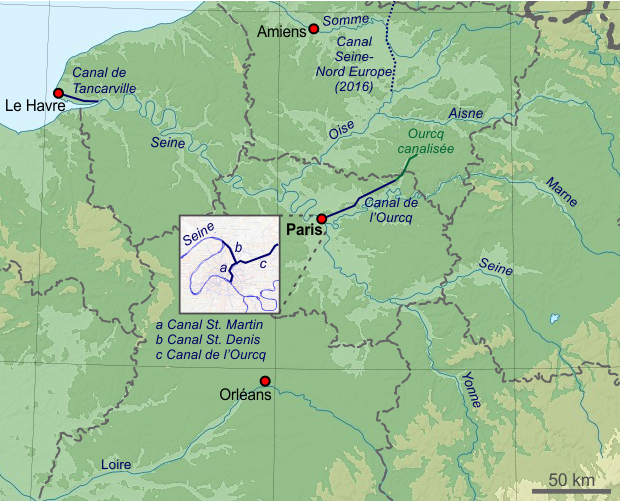
Zoom dei canali di Parigi nel sistema di canali della Francia del nord.

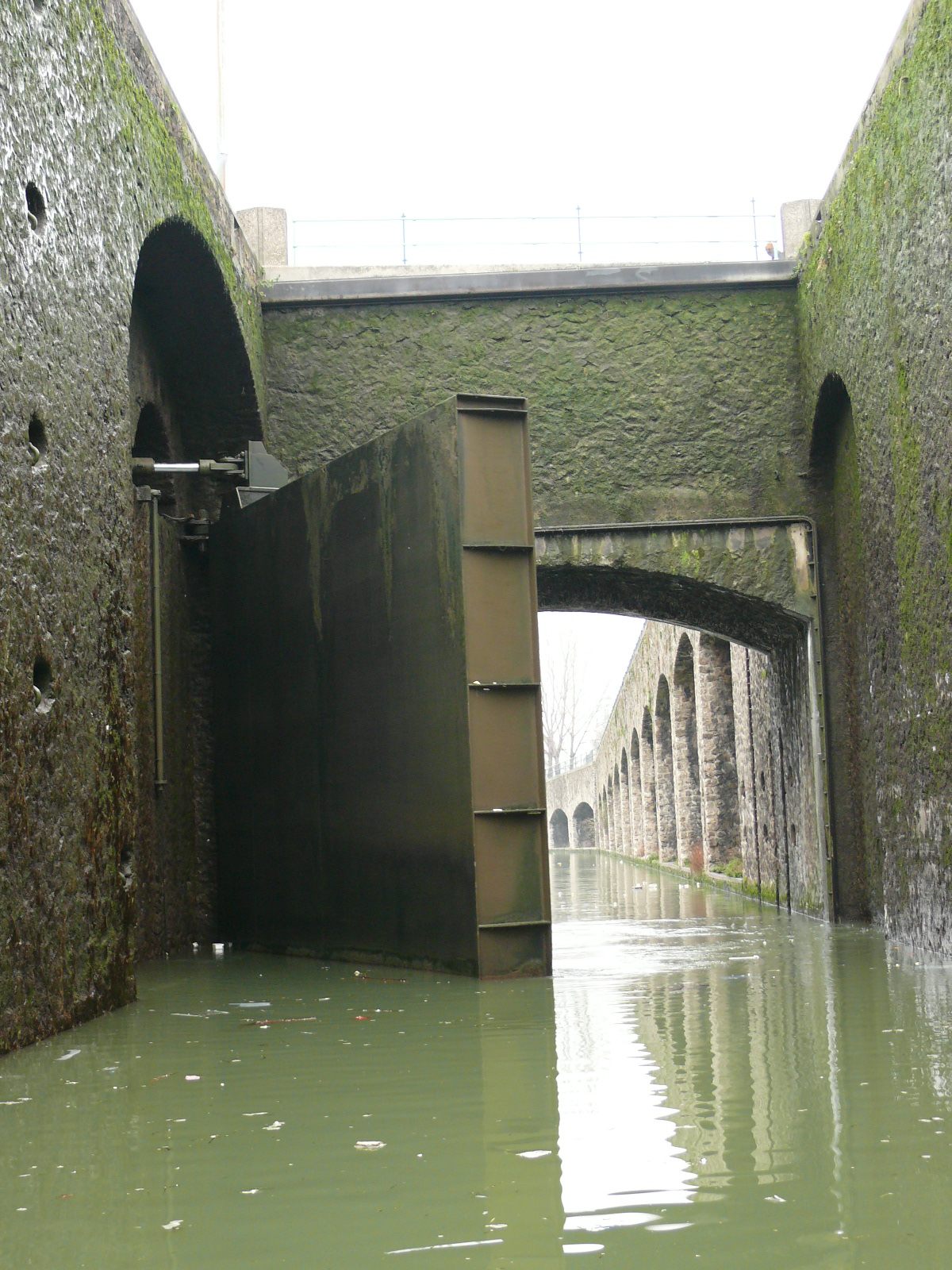
La chiusa detta del "piccolo tronco" (petit bief) lungo il Canal Saint-Denis, la più antica di Parigi.

I canali di Parigi (in francese: canaux parisiens) sono una rete di canali francesi che si estende per 130 chilometri a Parigi e dintorni, e comprende numerosi impianti tecnici, come chiuse, stazioni di pompaggio dell'acqua e opere d'arte.

## Caratteristiche
La rete fu realizzata dalla città di Parigi in applicazione di un decreto del 29 Fiorile dell'anno X (19 maggio 1802) di Napoleone Bonaparte primo Console per fornire a Parigi acqua potabile e per facilitare il trasporto fluviale di merci e persone, inaugurandola progressivamente fino al 1820.
Il sistema rimane di proprietà della città, che lo gestisce e ne assicura la  manutenzione. Non è completamente contenuto nei confini amministrativi del comune, ma si estende su diversi dipartimenti (oltre Parigi, la Seine-Saint-Denis, la Seine-et-Marne, l'Oise e l'Aisne e due regioni, l'Île-de-France e il Nord-Pas-de-Calais-Picardie.
La rete è costituita dalle seguenti vie d'acqua:
- il Canal Saint-Martin, lungo 4,5 chilometri di cui 2 in galleria; collega il bassin de la Villette al Bassin de l'Arsenal e attraverso questo alla Senna con un dislivello di 25 metri superato con 9 chiuse; ha 2 ponti girevoli;
- il Canal Saint-Denis, lungo 6,6 chilometri, e dedicato principalmente al trasporto merci; collega il bacino della Villette alla Senna a valle di Saint-Denis, con un dislivello di 28 metri e 7 chiuse;
- il canale dell'Ourcq, 108 chilometri di canalizzazioni in tre tronchi, con 10 chiuse. Collega il bacino della Villette a Mareuil-sur-Ourcq, nell'Oise; solo i primi 11 chilometri, tra la Villette e Aulnay-sous-Bois, sono accessibili al traffico commerciale, non hanno chiuse ed hanno 4 porti commerciali (port Sérurier, port de Pantin, port de Bondy e port des Pavillons-sous-Bois), mentre la maggior parte del canale è chiusa al traffico merci dal 1962; il canale è alimentato da numerosi piccoli corsi d'acqua: la Gergogne e la Grivette, affluenti dell'Ourcq in Oise e Seine-et-Marne; la Beuvronne e la Thérouanne, affluenti della Marna in Seine-et-Marne;
- l'Ourcq stesso, per 10 chilometri interamente canalizzati a monte di Mareuil-sur-Ourcq;
- il canal du Clignon, lungo 2 chilometri; tra Neufchelles nell'Oise e Montigny-l'Allier nell'Aisne collega il fiume Clignon al canale dell'Ourcq, e passa sopra quest'ultimo con un ponte canale.

## Galleria d'immagini

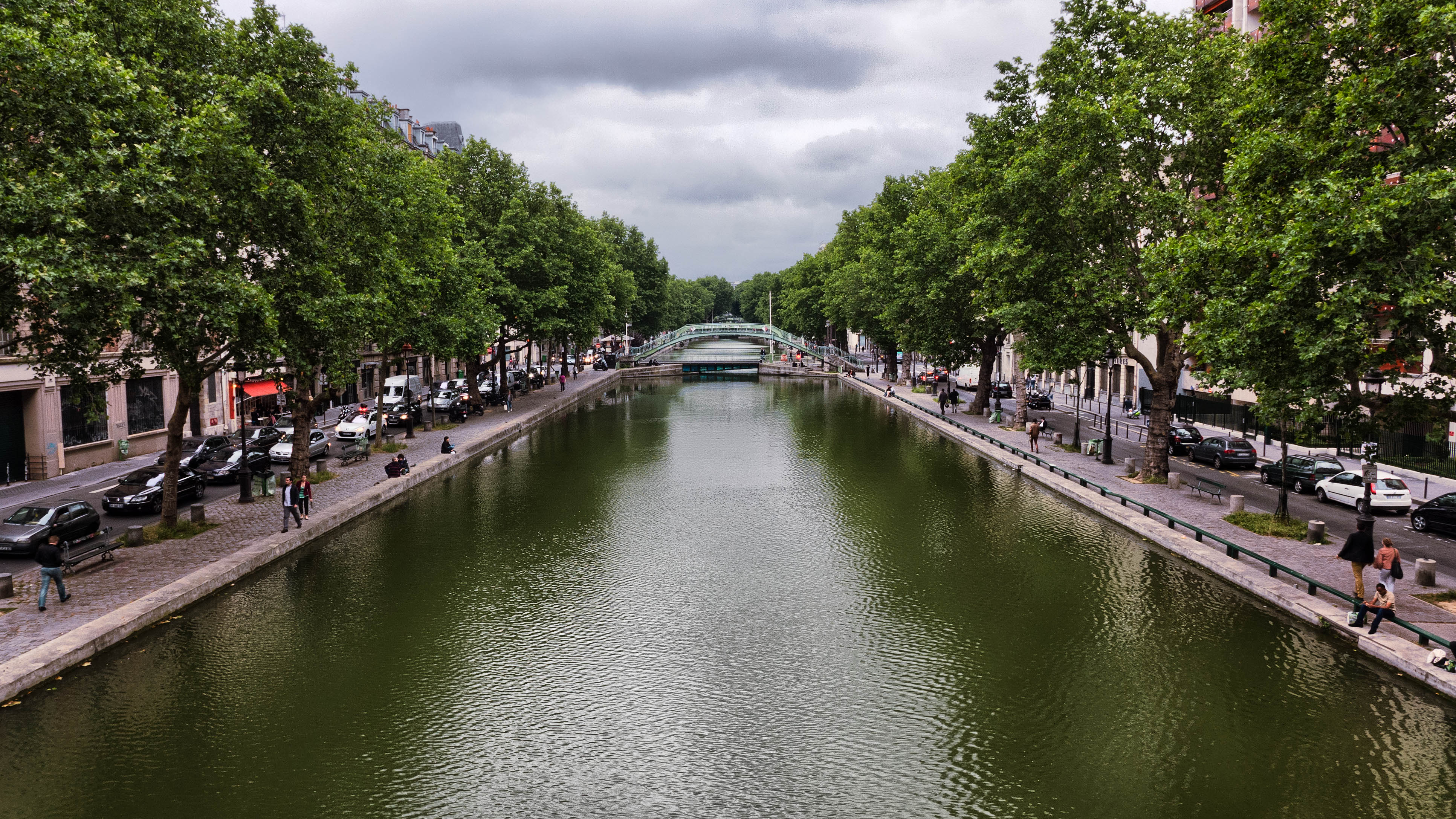
Canal Saint-Martin
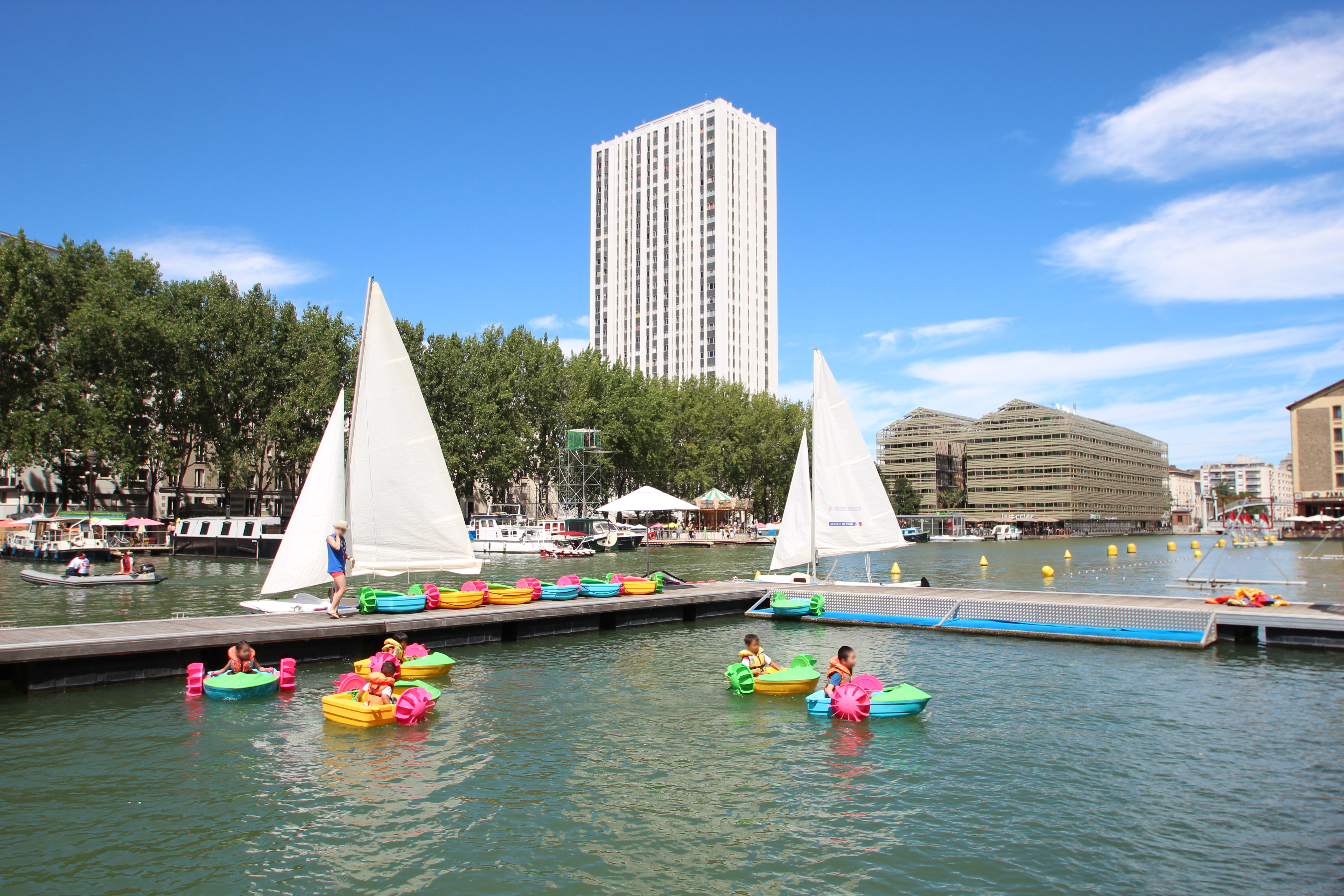
Bassin de la Villette
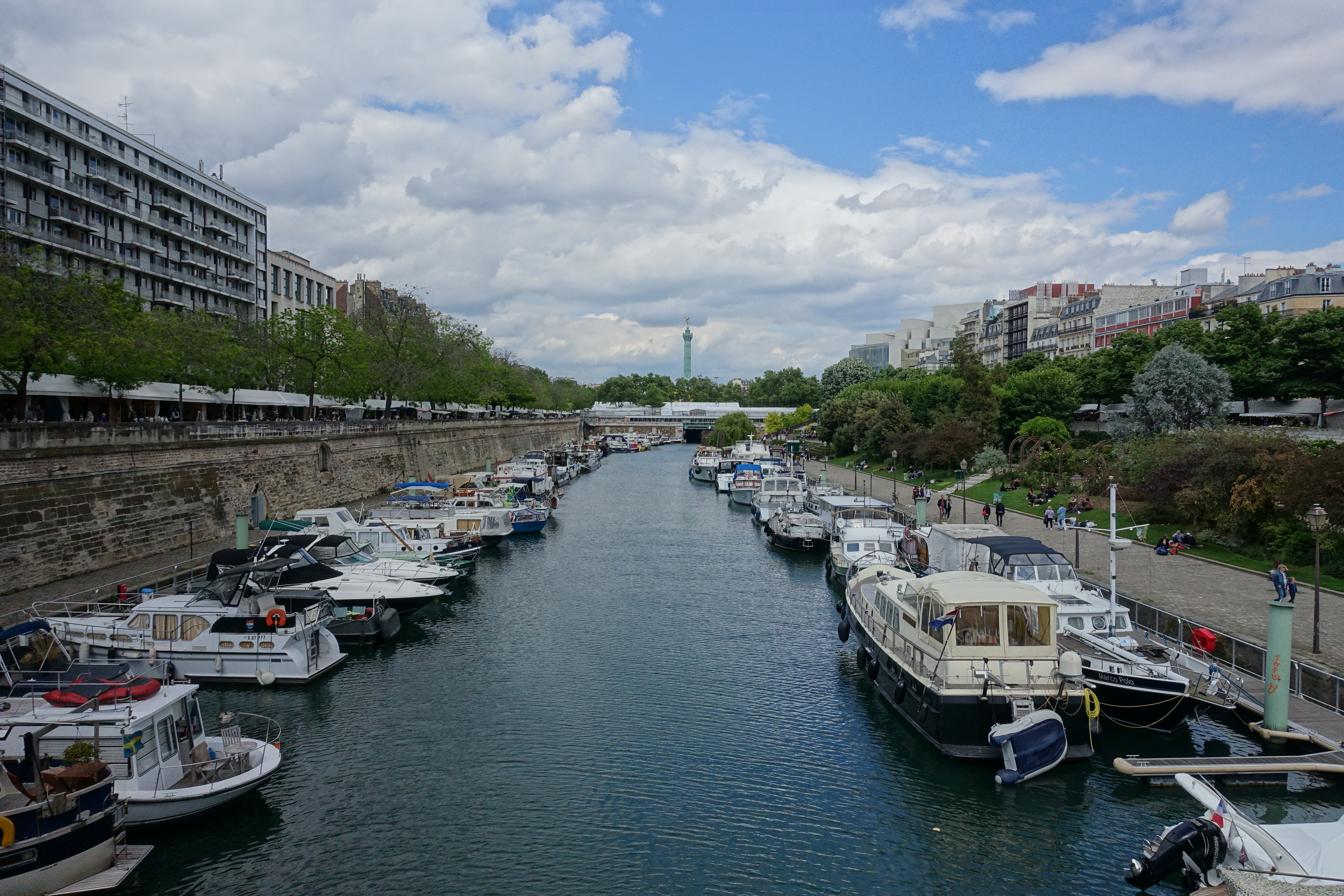
Bassin de l'Arsenal
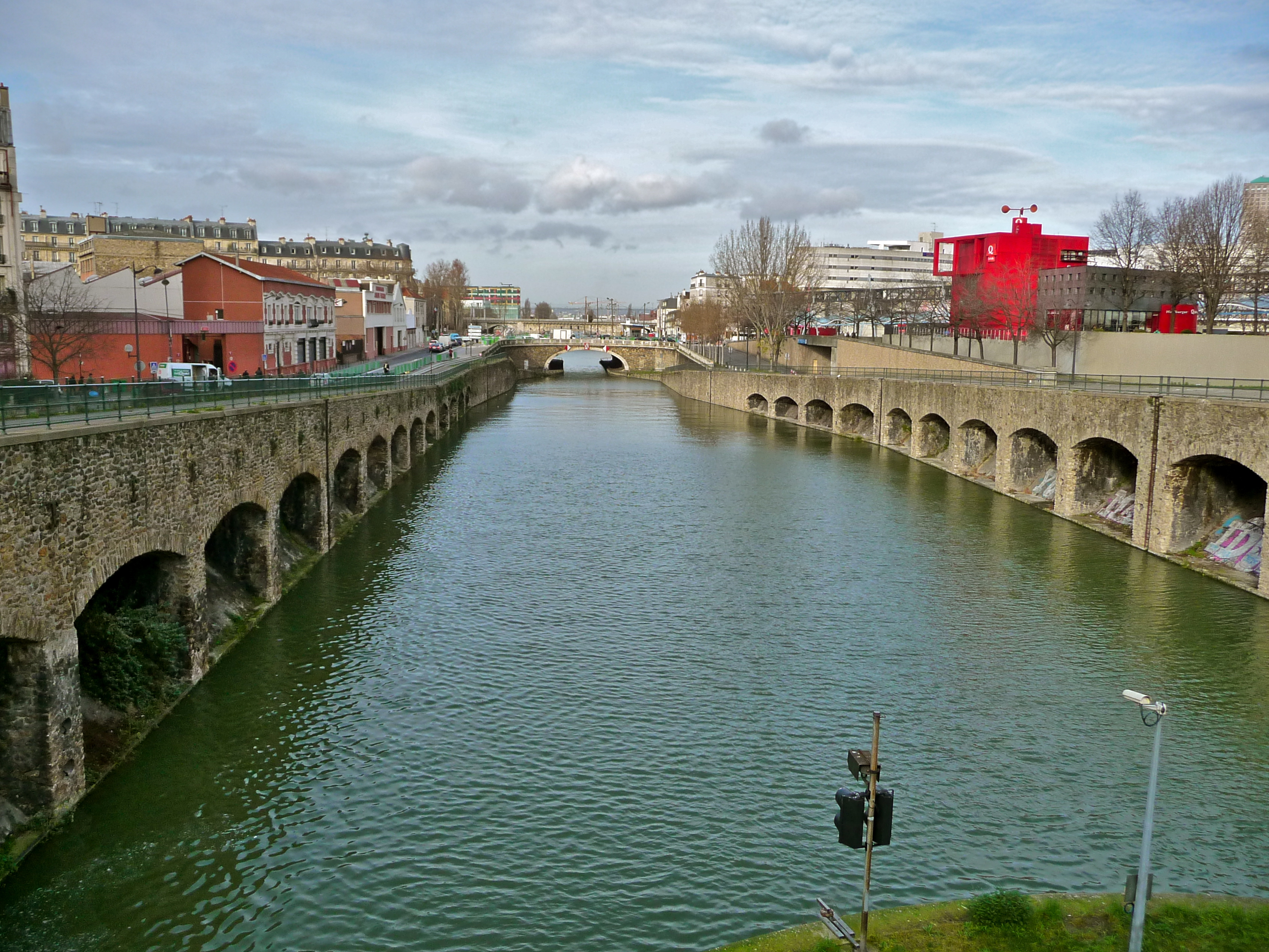
Canal Saint-Denis
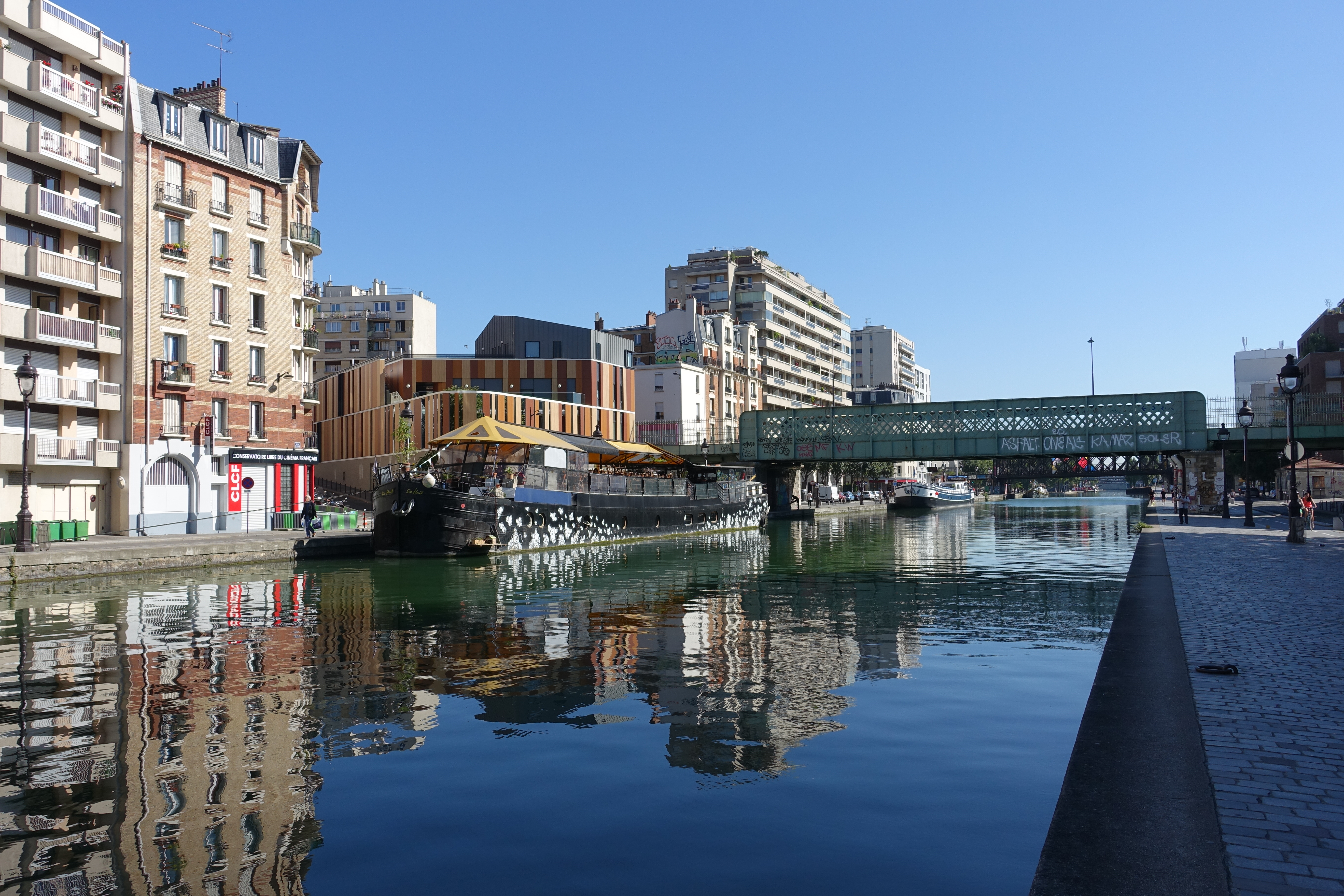
Canale dell'Ourcq